# 第24回日本アカデミー賞
第24回日本アカデミー賞は2001年（平成13年）3月9日に行われた日本アカデミー賞の発表・授賞式。
新高輪プリンスホテルで開催され、司会は関口宏と大竹しのぶが務めた。

## 最優秀作品賞
- 雨あがる

### 優秀作品賞
- 顔
- 十五才 学校IV
- バトル・ロワイアル
- ホワイトアウト

## 最優秀監督賞
- 阪本順治（顔）

### 優秀監督賞
- 小泉堯史（雨あがる）
- 深作欣二（バトル・ロワイアル）
- 山田洋次（十五才 学校IV）
- 若松節朗（ホワイトアウト）

## 最優秀脚本賞
- 黒澤明（雨あがる）

### 優秀脚本賞
- 市川森一（長崎ぶらぶら節）
- 阪本順治・宇野イサム（顔）
- 深作健太（バトル・ロワイアル）
- 山田洋次・朝間義隆・平松恵美子（十五才 学校IV）

## 最優秀主演男優賞
- 寺尾聰（雨あがる）

### 優秀主演男優賞
- 織田裕二（ホワイトアウト）
- 竹中直人（三文役者）
- 藤原竜也（バトル・ロワイアル）
- 役所広司（どら平太）

## 最優秀主演女優賞
- 吉永小百合（長崎ぶらぶら節）

### 優秀主演女優賞
- 田中麗奈（はつ恋）
- 松嶋菜々子（ホワイトアウト）
- 宮崎美子（雨あがる）
- 森光子（川の流れのように）

## 最優秀助演男優賞
- 佐藤浩市（ホワイトアウト）

### 優秀助演男優賞
- 赤井英和（十五才 学校IV）
- 片岡鶴太郎（どら平太）
- 丹波哲郎（十五才 学校IV）
- 三船史郎（雨あがる）

## 最優秀助演女優賞
- 原田美枝子（雨あがる）

### 優秀助演女優賞
- 麻実れい（十五才 学校IV）
- 大楠道代（顔）
- 高島礼子（長崎ぶらぶら節）
- 原田美枝子（はつ恋）

## 最優秀音楽賞
- 佐藤勝（雨あがる）

### 優秀音楽賞
- 天野正道（バトル・ロワイアル）
- 大島ミチル（長崎ぶらぶら節）
- ケンイシイ・住友紀人（ホワイトアウト）
- coba（顔）

## 最優秀撮影賞
- 上田正治（雨あがる）

### 優秀撮影賞
- 五十畑幸勇（どら平太）
- 鈴木達夫（長崎ぶらぶら節）
- 長沼六男（十五才 学校IV）
- 山本英夫（ホワイトアウト）

## 最優秀照明賞
- 佐野武治（雨あがる）

### 優秀照明賞
- 下村一夫（どら平太）
- 安藤清人（長崎ぶらぶら節）
- 吉角荘介（十五才 学校IV）
- 本橋義一（ホワイトアウト）

## 最優秀美術賞
- 村木与四郎（雨あがる）

### 優秀美術賞
- 小川富美夫（ホワイトアウト）
- 出川三男（十五才 学校IV）
- 西岡善信（どら平太、長崎ぶらぶら節）

## 最優秀録音賞
- 小野寺修（ホワイトアウト）

### 優秀録音賞
- 安藤邦男（バトル・ロワイアル）
- 岸田和美（十五才 学校IV）
- 佐俣マイク・竹本洋二（長崎ぶらぶら節）
- 紅谷愃一（雨あがる）

## 最優秀編集賞
- 阿部浩英（バトル・ロワイアル）

### 優秀編集賞
- 阿賀英登（雨あがる）
- 長田千鶴子（どら平太）
- 深沢佳文（ホワイトアウト）
- 三宅弘（長崎ぶらぶら節）

## 最優秀外国作品賞
- ダンサー・イン・ザ・ダーク

### 優秀外国作品賞
- アメリカン・ビューティー
- グラディエーター
- グリーンマイル
- シュリ

## 新人俳優賞
- 金井勇太（十五才 学校IV）
- 藤原竜也（バトル・ロワイアル）
- 布袋寅泰（新・仁義なき戦い）
- 深田恭子（死者の学園祭）
- 前田亜季（バトル・ロワイアル）
- モーニング娘。（ピンチランナー）

## 話題賞

### 作品部門
- バトル・ロワイアル

### 俳優部門
- モーニング娘。（ピンチランナー）

## 協会栄誉賞
- 山田五十鈴（俳優）

## 会長功労賞
- 徳間康快

## 会長特別賞
- 田波靖男（脚本）
- 山村聰（俳優）
- 吉村公三郎（監督）

## 協会特別賞
- 浅見知子（結髪）
- 岩田卂夫（現像タイミング）
- 根岸誠（テクニカル・コーディネーター）